# Steppach (Edling)
Steppach war eine Gemeinde auf dem Gebiet des heutigen Landkreises Rosenheim. Sie wurde am 1. April 1971 in die Gemeinde Edling eingemeindet und erweiterte deren Gemeindegebiet nach Norden. Sie bildet seither die zweite Gemarkung im Gemeindegebiet. Die Gemarkung Steppach hat eine Fläche von rund 9,14 km². Die Bevölkerung auf dem Gebiet der Gemarkung betrug rund 686 zum Stichtag des Zensus am 9. Mai 2011. Zur Volkszählung 1961 wurde für die damalige Gemeinde eine Fläche von 9,1360 km² angegeben, und eine Bevölkerung von 625. Verwaltungssitz der Gemeinde war der Weiler Obersteppach mit einer Bevölkerung von 39. Größter Ortsteil mit einer Bevölkerung von 107 war das Dorf Gschwendt. Es gibt keinen Ortsteil namens Steppach.

## Gliederung
Die Gemeinde lag im nördlichen Teil der heutigen Gemeinde Edling und bestand aus 18 Ortsteilen:
| - Brandstätt - Breitmoos - Felling - Fürholzen - Giglberg - Gschwendt - Linden - Oberhub - Obersteppach | - Oberunterach - Ötz - Ramsau - Rudering - Unterhub - Untersteppach - Unterunterach - Wolfrain - Zeil |

## Geschichte
Steppach wurde mit dem Gemeindeedikt 1818 eine selbständige politische Gemeinde. Sie gehörte zum ehemaligen Landkreis Wasserburg am Inn. Im Zuge der Gemeindegebietsreform verlor die Gemeinde am 1. April 1971 ihre Selbständigkeit und wurde Bestandteil der Gemeinde Edling. Das geschah in der freiwilligen Phase der Gebietsreform. 1972 kam der Landkreis Wasserburg am Inn und damit auch Steppach zum Landkreis Rosenheim. Der Freistaat Bayern schlug die Gemeinde Edling mit Steppach mit Wirkung vom 1. Mai 1978 dem Gebiet der Stadt Wasserburg am Inn zu, die damit für den Zentralitätsverlust im Rahmen der Landkreisgebietsreform 1972 entschädigt werden sollte. Mit seinem Urteil vom 29. April 1981 entschied der Bayerische Verfassungsgerichtshof, dass die Eingemeindung nichtig war. Seitdem ist die Gemeinde Edling wieder selbständig.